# Ministère des Finances du Reich
Le ministère des Finances du Reich (en allemand : Reichsfinanzministerium ou Reichsministerium der Finanzen) était un ministère du Reich allemand créé en 1919 et dissous en 1945, chargé des Finances. Il se trouvait sur la Wilhelmplatz, à Berlin.

## Histoire
En 1919, la très grave situation du pays et les réparations rendent nécessaire une centralisation des administrations en matière de politique économique et financière, connue sous le nom de réforme financière d’Erzberger. L’office est transformé en ministère des Finances du Reich (Reichsministerium der Finanzen), chargé des administrations fiscales et douanières. En même temps est créé le ministère du Trésor du Reich (Reichsschatzministerium), chargé des possessions du Reich, des organisations économique de paix, des ressources publiques autres que les impôts, taxes et douanes, et de la gestion financière de la Reichswehr. Il sera réuni aux Finances en 1923.

## Ministres
| Nom                        | Début            | Fin              | Parti       | Cabinet                                                   |
| -------------------------- | ---------------- | ---------------- | ----------- | --------------------------------------------------------- |
| Secrétaire d'État          |                  |                  |             |                                                           |
| Siegfried von Roedern (de) | 9 novembre 1918  | 14 novembre 1918 | ?           | Ebert                                                     |
| Eugen Schiffer             | 14 novembre 1918 | 12 février 1919  | DDP         | Ebert                                                     |
| Ministre                   |                  |                  |             |                                                           |
| Eugen Schiffer             | 13 février 1919  | 19 avril 1919    | DDP         | Scheidemann                                               |
| Bernhard Dernburg          | 19 avril 1919    | 20 juin 1919     | DDP         | Scheidemann                                               |
| Matthias Erzberger         | 21 juin 1919     | 12 mars 1920     | Zentrum     | Bauer                                                     |
| Joseph Wirth               | 27 mars 1920     | 22 octobre 1921  | Zentrum     | Müller I, Fehrenbach, Wirth I                             |
| Andreas Hermes             | 26 octobre 1921  | 13 août 1923     | Zentrum     | Wirth II, Cuno                                            |
| Rudolf Hilferding (1)      | 13 août 1923     | Octobre 1923     | SPD         | Stresemann I                                              |
| Hans Luther (1)            | 6 octobre 1923   | 15 décembre 1924 | Indépendant | Stresemann II, Marx I & II                                |
| Otto von Schlieben         | 19 janvier 1925  | 26 octobre 1925  | DNVP        | Luther I                                                  |
| Hans Luther (2)            | 26 octobre 1925  | 20 janvier 1926  | Indépendant | Luther I                                                  |
| Peter Reinhold             | 20 janvier 1926  | 29 janvier 1927  | DDP         | Luther II, Marx III                                       |
| Heinrich Köhler            | 29 janvier 1927  | 29 juin 1928     | Zentrum     | Marx IV                                                   |
| Rudolf Hilferding (2)      | 29 juin 1928     | 21 décembre 1929 | SPD         | Müller II                                                 |
| Paul Moldenhauer           | 23 décembre 1929 | 20 juin 1930     | DVP         | Müller II, Brüning I                                      |
| Heinrich Brüning           | 20 juin 1930     | 26 juin 1930     | Zentrum     | Brüning I                                                 |
| Hermann Dietrich           | 26 juin 1930     | 1er juin 1932    | DDP         | Brüning I, Brüning II                                     |
| Lutz Schwerin von Krosigk  | 2 juin 1932      | 23 mai 1945      | Indépendant | Papen, Schleicher, Hitler, Goebbels, Schwerin von Krosigk |

### Secrétaires d'État
| Nom                  | Début             | Fin              | Parti       | Ministre                                                           |
| -------------------- | ----------------- | ---------------- | ----------- | ------------------------------------------------------------------ |
| Stephan Moesle (de)* | 1919              | 31 décembre 1920 | ?           | ?                                                                  |
| Carl Bergmann (en)*  | Juillet-août 1919 | Septembre 1921   | ?           | Erzberger, Wirth                                                   |
| Franz Schroeder (de) | Vers 1920         | 1924             | ?           | Wirth, Hermes, Hilferding, Luther I                                |
| Heinrich Zapf (de)   | Vers 1920         | 1924             | Indépendant | Wirth, Hermes, Hilferding, Luther I                                |
| David Fischer (de)   | 1er décembre 1921 | September 1926   | Indépendant | Hermes, Hilfering, Luther I, Schlieben, Luther II                  |
| Johannes Popitz      | Janvier 1925      | Décembre 1929    | Indépendant | Schlieben, Luther II, Reinhold, Köhler, Hilferding II, Moldenhauer |
| Hans Schäffer (de)   | 28 décembre 1929  | 10 juin 1932     | Parteilos   | Moldenhauer, Brüning, Dietrich, Schwerin von Krosigk               |
| Arthur Zarden        | 10 juin 1932      | 31 mars 1933     | DVP         | Schwerin von Krosigk                                               |
| Fritz Reinhardt      | 6 avril 1933      | Mai 1945         | NSDAP       | Schwerin von Krosigk                                               |

- Sous-secrétaire d'État.